# Sabine Moussier
Diana Sabine Moussier, née le 23 août 1966 à Leverkusen,  artistiquement connue comme Sabine Moussier, est une actrice allemande naturalisée mexicaine.

## Carrière
Après avoir obtenu son diplôme au CEA, Sabine Moussier travaille en tant que co-présentatrice de l'émission télévisée Al ritmo de la noche avec Jorge Ortiz de Pinedo. Peu après, en 1996, elle tient des rôles secondaires dans las telenovelas Morir dos veces et Luz Clarita.  L'année suivante elle interprète la pianiste Mireya Serrano dans María Isabel.
En 1998, elle joue le rôle du mannequin Lorenza Torres dans la telenovela à succès El privilegio de amar.  Quelques critiques ont dit que Lorenza est son meilleur rôle. La même année, elle a deux nouveaux rôles. D'abord, elle interprète le personnage secondaire de Cristina dans la telenovela Rosalinda. Ensuite elle incarne Diana de Lizárraga, l'épouse infidèle du personnage de Arturo Peniche dans Mujeres engañadas.
En 2001, elle s'intègre à l'équipe artistique de la telenovela El derecho de nacer dans le rôle de Graciela.
Après Entre el amor y el odio en août 2002, elle interrompt temporairement sa carrière pour donner naissance à sa fille. Elle revient à la télévision en 2005 et participe à deux telenovelas : en février à La madrastra et trois mois plus tard à Piel de otoño.
En 2009, elle incarne Justina Almada de Huerta dans Mi pecado. Pendant le tournage, on diagnostique à Sabine Moussier le syndrome de Guillain-Barré.
En 2011, après avoir guéri d'une grave maladie, elle revient dans le monde des telenovelas dans la production de Mapat, Ni contigo ni sin ti.
En 2012 elle a l'occasion d'interpréter l'antagoniste principale de la telenovela Abismo de pasión de la productrice Angelli Nesma Medina.
En 2013, elle incarne Bruna dans la telenovela Amores verdaderos, la production de Nicandro Diaz Gonzalez.
En 2014 elle participe à la telenovela La malquerida du producteur José Alberto Castro.
En 2015 elle joue dans la telenovela Que te perdone Dios de la productrice Angelli Nesma Medina.

## Télévision

### Telenovelas
- 1996-1997 : Morir dos veces (Televisa)
- 1996-1997 : Luz Clarita (Televisa)
- 1997-1998 : María Isabel (Televisa) : Mireya Serrano
- 1998-1999 : El privilegio de amar (Televisa) : Lorenza Torres
- 1999-2000 : Rosalinda (Televisa) : Cristina
- 1999-2000 : Mujeres Engañadas (Televisa) : Diana de Lizárraga
- 2001 : El derecho de nacer (Televisa) : Graciela
- 2002 : Entre el amor y el odio (Televisa) : Frida Díaz
- 2005 : La Madrastra (Televisa) : Fabiola de Mendizábal
- 2005 : Piel de otoño (Televisa) : Rebecca Franco
- 2006-2007 : Amar sin límites (Televisa) : Eva Santoro
- 2007 : Amor sin maquillaje (Televisa) : Beatriz
- 2008 : Las Tontas no van al Cielo (Televisa) : Marissa Durán
- 2009 : Mi pecado (Televisa) : Justina Aldama de Huerta
- 2011 : Ni contigo ni sin ti (Televisa) : Eleonor Cortázar
- 2012 : Abismo de pasión (Televisa) : Carmina Bouvier
- 2014 : La malquerida (Televisa) : Perla
- 2015 : Que te perdone Dios (Televisa) : Macaria
- 2016 : Sueño de amor (Televisa) : Tracy Kidman de Alegría[2]
- 2023 : Les Liaisons du péché (Perdona nuestros pecados) : Ángela Bulnes de Montero

### Émissions
- 1997 : Al ritmo de la noche (Televisa) : coanimatrice

## Théâtre
- 2005 : Hombres
- 2008 : Aventurera : Elena Tejero